# Auguste Friedrich Demmin
Auguste Friedrich Demmin, dit Frédéric Auguste Demmin, né le 1er avril 1817 à Berlin, mort le 17 juin 1898 à Wiesbaden, est un collectionneur d'art, historien de l’art, homme d’affaires, romancier et essayiste allemand.

## Biographie
Auguste Friedrich Demmin s'est installé à 17 ans à Paris, où il a terminé ses études universitaires et vécu jusqu'en 1872. Il y a travaillé comme homme d'affaires et y a épousé une Française.
Ses centres d'intérêt principaux sont l'histoire de la peinture allemande, l'art allemand (notamment du Moyen Âge et de la Renaissance), l'histoire de la céramique, l'histoire des armes et des armures.
Il vit à Paris de 1840 à 1872 pour ses activités d’homme d’affaires ; parallèlement il s’adonne à l’histoire de l’art et constitue une collection de céramiques et d’armes anciennes. Il entreprend plusieurs voyages à travers l’Europe, notamment en Allemagne, qu’il s’emploie à faire connaître au public français.

En 1848, il publie un Essai sur le libre échange, en 1861 un Guide de l’amateur de faïences et porcelaines, ouvrage de vulgarisation destiné à guider le collectionneur dans ses choix et des Recherches sur la priorité de la renaissance de l’art allemand.
Souvenirs de voyage et causeries d’un collectionneur, récit de voyage à travers l’Allemagne, dont la vocation est de servir de guide artistique sort en 1864 puis, en 1866, il publie un catalogue de sa collection de céramiques (Catalogue par ordre chronologique, ethnologique et générique de la collection céramique de M. Auguste Demmin), dont il livre une version élargie en 1868, puis une édition sur « planches phototypiques » en 1875 ; le catalogue paraît en traduction allemande en 1882 (Beschreibendes Verzeichnis seiner Sammlungen für bildende und gewerbliche Künste), faisant suite à la publication à Leipzig en 1881 d’une série d’essais sur la céramique (Keramik-Studien). Il publie également un roman sentimental intitulé Une vengeance par le mariage.
En 1869, il édite un Guide des amateurs d’armes et armures anciennes, traduit en allemand la même année et, en 1873, s'installe à Wiesbaden. Ses collections sont conservées d'ailleurs au musée de Wiesbaden.
Il publie en trois volumes en 1873-1874 une Encyclopédie historique [...] des beaux-arts plastiques puis, en 1875, édite avec Charles Blanc et Paul Mantz le volume de l’Histoire des peintres de toutes les écoles consacré à l’école allemande.
Il vend en 1875 à l’hôtel Drouot 150 numéros de sa collection, parmi lesquels essentiellement des faïences, des armes, des bois sculptés et quelques pièces de broderie.

## Œuvres

### Histoire de l'art
- Guide de l'amateur de faïences et porcelaines : Terres cuites, poteries de toutes espèces, émaux, métaux, 4e édition, Paris : Renouard , 1873, 3 vol.
- Guide des amateurs d'armes et armures anciennes, Daf. 1869, travail allemand et d T.
- Die Kriegswaffen in ihrer historischen Entwickelung - von den ältesten Zeiten bis auf die Gegenwart, 18862) [1869]. Leipzig : Seemann. (Texte numérisé de la 4e édition (1893) sur Internet Archive)
- Encyclopédie historique, archéologique, etc. des beaux-arts plastiques (Paris 1872-1880, 5 vol avec 6000 photos).
- Handbuch der bildenden & gewerblichen Künste: geschichtliche, archäologische, biographische, chronologische, monogrammatische und technische Encyclopaedie der Schriftenkunde, Bilderkunde, Wappenkunde, geistliche Trachten, kirchliche Geräte, Gefäße, réimpression de l'original. , 1877/ 78 Gütersloh : prisma-Verlag, 1979 ; nouvelle édition : Leipzig : Zentralantiquariat de la République démocratique allemande, 1980
- Keramikstudien (Leipzig 1882-1883)
- Histoire des toutes les Écoles de peintres

### Romans
- Une vengeance par le mariage
- Das Tragikomische der Gegenwart (Leipzig 1883-1884)

### Comédies
- Unsre Sammler
- Dichtertrübsal
- Buridans Esel

### Divers
- Die Pirkheimer
- Wieland der Schmied

## Sources
- Institut national d'histoire de l'art - Notice  d'Elisabeth Decultot

- (de) Cet article est partiellement ou en totalité issu de l’article de Wikipédia en allemand intitulé « August Friedrich Demmin » (voir la liste des auteurs).